# Caixão Grande
Caixão Grande é uma localidade no norte da Ilha de São Tomé, em São Tomé e Príncipe.

## Clubes de desportivos
- Bairros Unidos FC